# Клеевая живопись

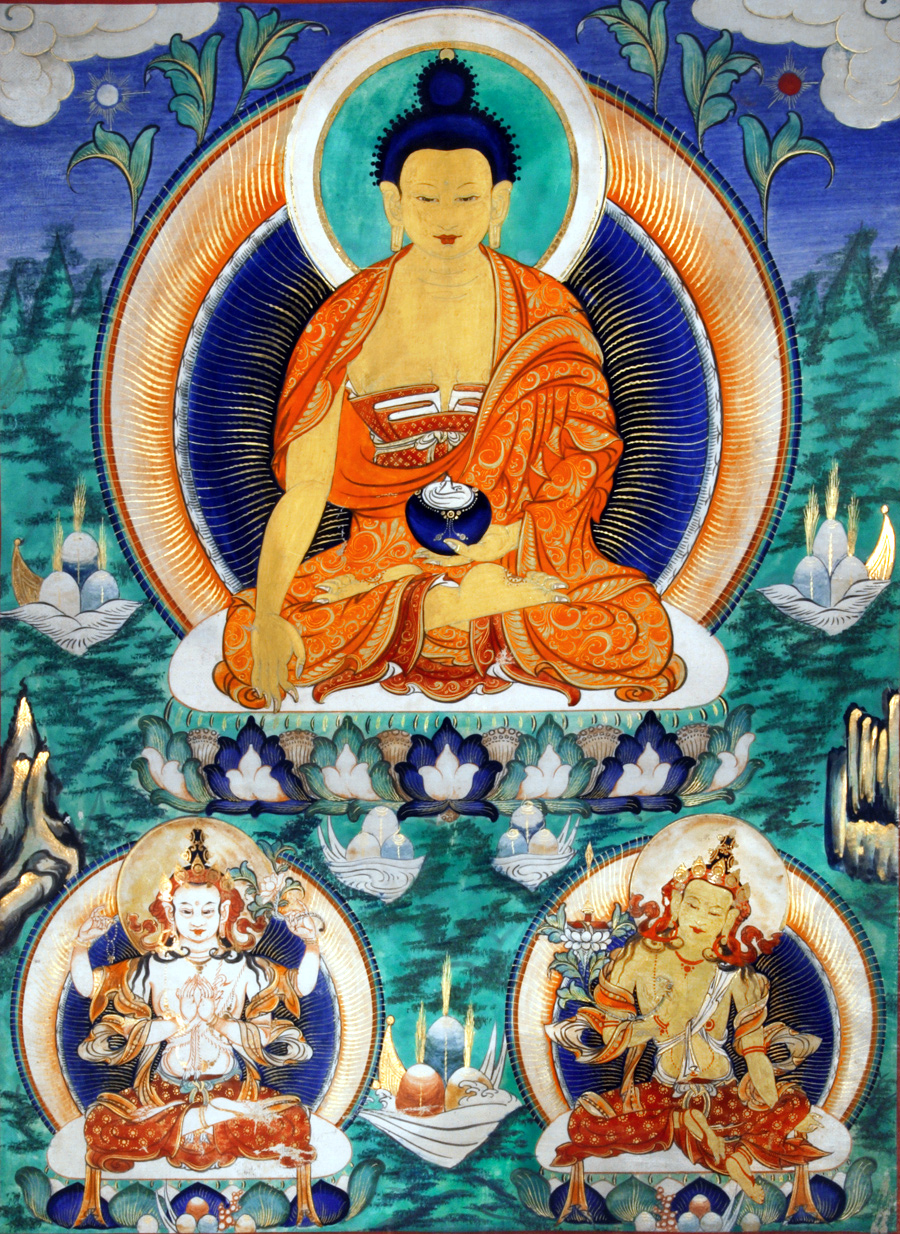
Изображение Будды, выполненное в технике клеевой живописи (Монголия, XIX век)

Клеевая живопись — живописная техника, использующая растительный или животный клей в качестве основного связующего вещества красок.
Одна из древнейших техник живописи, в ней выполнены росписи египетских саркофагов и погребальных покрывал, множество произведений Древнего Востока, средневековых Средней Азии, Индии, Китая, Японии. Для настенных росписей XVII века в России характерна комбинация клеевой техники с темперой и фреской. В XVIII—XIX веках клеевая роспись получила некоторое распространение для оформления внутренних помещений общественных и культовых сооружений Западной Европы и Америки. С XX века из-за недолговечности применяется в основном для произведений с ограниченным сроком использования: театральных декораций, плакатной живописи, панно, а также для эскизов.
Среди животных клеёв, используемых для растворения красок — костный, казеиновый, рыбий, мездровый; спектр применяемых растительных клеёв включает клейстеры, различные виды камеди. Клеевые краски непрозрачны, дают матовое покрытие, при избытке клея на поверхности появляется блеск, а краски приобретают высокую интенсивность. При недостатке или избытке клея изображение теряет прочность.
Техника предусматривает предварительную подготовку поверхности посредством наложения на неё клеевой основы и шлифовки до полной гладкости. Рисунок клеевыми красками наносится как правило до полного высыхания грунтовки, выполнение работы требует скорости, так как клеевые краски быстро высыхают и становятся непригодными для повторного использования.